# Syllimnophora barbitarsis
Syllimnophora barbitarsis är en tvåvingeart som först beskrevs av Stein 1911.  Syllimnophora barbitarsis ingår i släktet Syllimnophora och familjen husflugor. Inga underarter finns listade i Catalogue of Life.